# Lars Peter Hansen

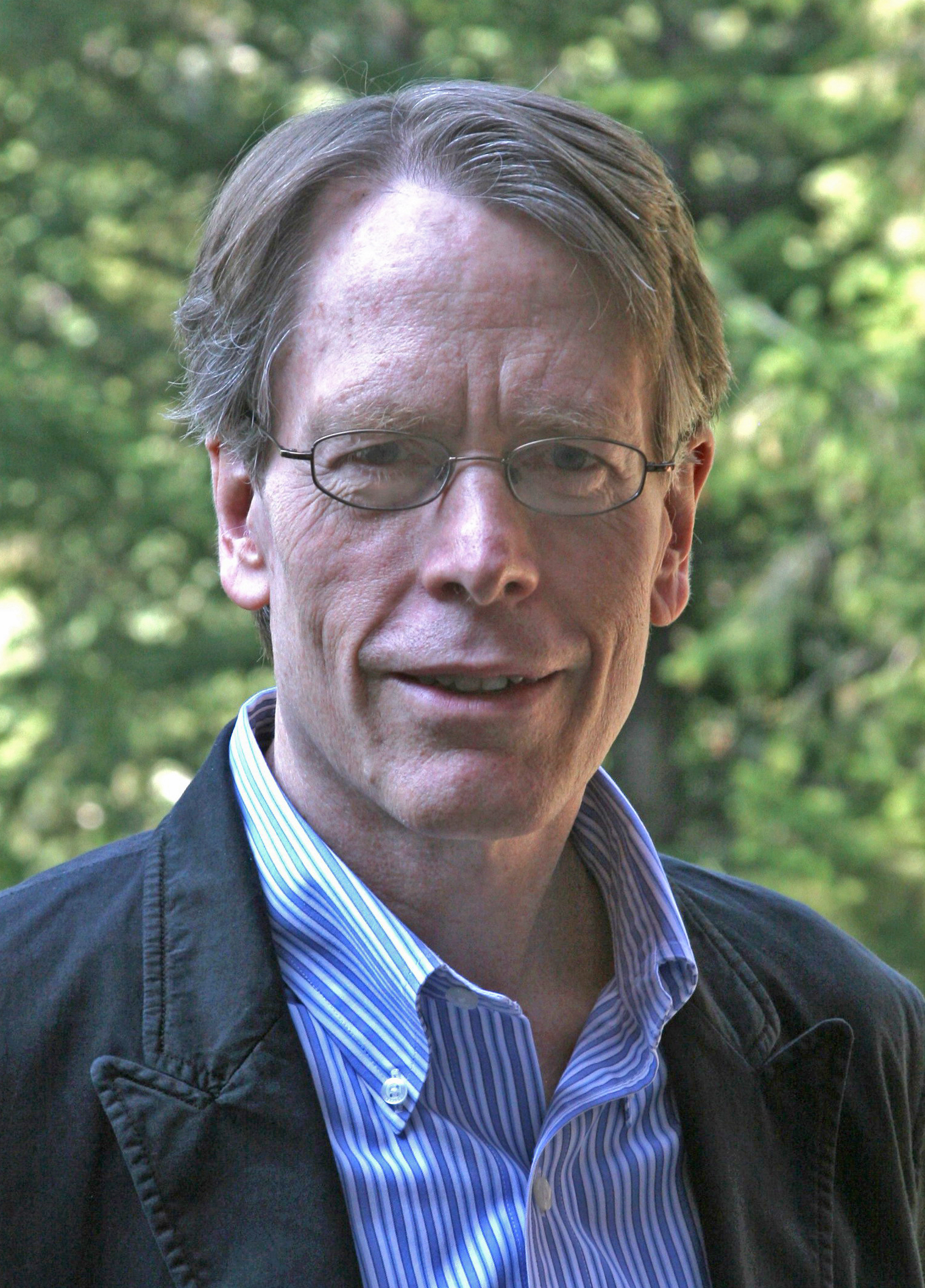
Lars Peter Hansen (2007)

Lars Peter Hansen (* 26. Oktober 1952 in Urbana, Illinois) ist ein US-amerikanischer Wirtschaftswissenschaftler. Er wurde 2013 – gemeinsam mit Robert J. Shiller und Eugene Fama – mit dem Alfred-Nobel-Gedächtnispreis für Wirtschaftswissenschaften ausgezeichnet.

## Leben und Wirken
Lars Peter Hansen erwarb 1974 den Bachelor in Mathematik und Politikwissenschaften an der Utah State University und 1978 den Ph.D. in Wirtschaftswissenschaften bei Christopher Sims an der University of Minnesota. Anschließend wurde er Assistant Professor (1978–80) und Associate Professor (1980–81) an der Carnegie Mellon University. 1981 wechselte er an die University of Chicago, wo er bis 1984 Associate Professor war, 1984 bis 1990 Professor und 1990 bis 1997 Homer J. Livingston Professor. Seit 1997 ist er dort Homer J. Livingston Distinguished Service Professor. Außerdem war er von 1998 bis 2002 Vorsitzender des Wirtschaftsdepartments. Gastprofessorenaufenthalte führten ihn 1983 ans Massachusetts Institute of Technology, 1986 an die Harvard University, 1989/90 an die Stanford University und 2007 an die Northwestern University.
Hansen arbeitet über die verallgemeinerte Momentenmethode und damit zusammenhängende Anwendungen in der Makroökonomie und der Finanzwissenschaft. Beispielsweise nutzte er den Terminzins als Vorhersagemöglichkeit für den Kassazins. Die von ihm entwickelten Methoden werden in dynamischen ökonometrischen Modellen angewendet. Außerdem untersucht er Robustheit und Risiko.
1982 wurde er Sloan Research Fellow. 2013 erhielten Hansen, Eugene Fama und Robert J. Shiller den Alfred-Nobel-Gedächtnispreis für Wirtschaftswissenschaften „für ihre empirische Analyse von Kapitalmarktpreisen“.

## Werke
Bücher
- Econometric modeling strategies for exhaustible resource markets with applications to nonferrous metals. Dissertation, University of Minnesota, 1978
- Mathias Dewatripont und Stephen J. Turnovsky als Herausgeber: Advances in Economics and Econometrics. Theory and Applications. Eighth World Congress. 3 Bände, Cambridge University Press, Cambridge [u. a.] 2003, ISBN 0-521-81872-1
- mit Thomas J. Sargent: Rational Expectations Econometrics. Underground Classics in Economics. Westview Press, Boulder 1991, ISBN 0-8133-7800-1
- mit Thomas J. Sargent: Robustness. Princeton University Press, Princeton 2008, ISBN 978-0-691-11442-2

Aufsätze (Auswahl)
- mit Robert James Hodrick: Forward Exchange Rates as Optimal Predictors of Future Spot Rates. An Econometric Analysis. In: Journal of Political Economy. Band 88, Nr. 5, 1980, S. 829–853
- mit Thomas J. Sargent: Linear Rational Expectations Models for Dynamically Interrelated Variables. In: Robert E. Lucas, Jr. und Thomas J. Sargent (Hrsg.): Rational Expectation and Economic Practise. University of Minnesota Press, Minneapolis 1981
- Large Sample Properties of Generalized Method of Moments Estimators. In: Econometrica. Band 50, Nr. 4, 1982, S. 1029–1054
- mit Kenneth J. Singleton: Generalized Instrumental Variables Estimation of Nonlinear Rational Expectations Models. In: Econometrica. Band 50, Nr. 5, 1982, S. 1269–1286.
- mit Thomas J. Sargent: Instrumental variables procedures for estimating linear rational expectations models. In: Journal of Monetary Economics. Band 9, Nr. 3, 1982, S. 263–296
- mit Martin S. Eichenbaum und Kenneth J. Singleton: A Time Series Analysis of Representative Agent Models of Consumption and Leisure Choice under Uncertainty. In: The Quarterly Journal of Economics. Band 103, Nr. 1, 1988, S. 51–78
- mit Thomas J. Sargent: Seasonality and approximation errors in rational expectations models. In: Journal of Econometrics. Band 55, Nr. 1/2, 1993, S. 21–55
- mit James J. Heckman: The Empirical Foundations of Calibration. In: Journal of Economic Perspectives. Band 10, Nr. 1, 1996, S. 87–104
- mit Ravi Jagannathan: Assessing Specification Errors in Stochastic Discount Factor Models. In: The Journal of Finance. Band 52, Nr. 2, 1997, S. 557–590
- mit Timothy G. Conley und Wen-Fang Liu: Bootstrapping the Long Run. In: Macroeconomic Dynamics. Band 1, 1997, S. 279–311

## Auszeichnungen
- 1984 Frisch Prize (Econometric Society, gemeinsam mit Kenneth J. Singleton für Generalized Instrumental Variables Estimation of Nonlinear Rational Expectations Models)[1]

- 1998 Graduate Teaching Award (University of Chicago)
- 2006 Erwin Plein Nemmers Prize in Economics (Northwestern University)
- 2008 CME Group-MSRI Prize in Innovative Quantitative Applications
- 2010 BBVA Foundation Frontiers of Knowledge Award
- 2013 Alfred-Nobel-Gedächtnispreis für Wirtschaftswissenschaften (mit Eugene Fama und Robert J. Shiller)

## Mitgliedschaften
- 1985 Econometric Society (2007 deren Präsident)
- 1993 American Academy of Arts and Sciences
- 1999 National Academy of Sciences
- 2007 American Finance Association